# Vladislav II de Bohême
Pour les articles homonymes, voir Vladislav II (homonymie).
Ne doit pas être confondu avec Vratislav II de Bohême.
Vladislav II, né vers 1110 et mort le 18 janvier 1174 à Meerane, est un prince de la dynastie des Přemyslides, fils du duc Vladislav Ier de Bohême et de Richenza de Berg. Il fut duc de Bohême à partir de 1140 ; un proche allié de l'empereur Frédéric Barberousse, il a été le deuxième souverain à obtenir le titre de « roi de Bohême » en 1158.

## Biographie

### Origine
Fils aîné de Vladislav Ier de Bohême († 1125) et de son épouse Richenza de Berg, il vit une jeunesse aventureuse. Lors du règne de son oncle Sobeslav Ier il n'a aucune chance d'accéder au trône et émigre en Bavière. En 1133, il est chargé de créer une petite armée bohémienne au service du Saint-Empire ; au lieu de cela, il empochait l'argent et se rendit en Hongrie.
En 1140, après la mort de son oncle, il est élu prince suzerain de Bohême. De retour à Prague, Vladislav II entre immédiatement en compétition avec son homonyme, fils aîné de son prédécesseur. Bien que les droits du fils de Sobeslav Ier aient été reconnus à la demande de son père par l'empereur à la Diète de Bamberg en mai 1138 puis en juin par la noblesse rassemblée à Sadská, l'accession au trône de Vladislav II est entérinée en avril 1140 par une nouvelle Diète d'Empire tenue à Bamberg.

### Règne
Le nouveau prince se heurte ensuite à l'autorité des dynastes de la Moravie, notamment Conrad II de Znojmo, Vratislav de Brno et Othon III d'Olomouc alliés avec son frère cadet Děpold, et à celle des nobles de Bohême menés par Nacerat. Les membres de cette opposition sont excommuniés par Jindřich Zdík, évêque d'Olomouc, qui, du coup, est chassé de son diocèse. Victime d'une trahison dans ses propres rangs, le duc est vaincu à la sanglante bataille de Vysoka près de Kutná Hora le 25 avril 1142. Toutefois, après l’échec du siège de Prague par les conjurés, Vladislav parvient à s'imposer grâce à l'appui du roi Conrad III de Hohenstaufen, dont il avait épousé la demi-sœur, Gertrude de Babenberg († 1150).
Il accompagne en 1147, le roi Conrad III à la deuxième croisade en Palestine mais s'arrête en chemin à Zagreb, où il rencontra l'empereur byzantin Manuel Ier, et retourne en passant par Kiev et Cracovie. Il se lie ensuite d'amitié avec le nouvel empereur Frédéric Barberousse. Avant l'expédition d'Italie, Frédéric le couronne roi de Bohême le 11 janvier 1158, Vladislav devient ainsi le deuxième prince souverain tchèque à pouvoir s'enorgueillir de cette distinction impériale après Vratislav II de Bohême.
Vladislav II fut le ferme soutien de Frédéric Barberousse, neveu et successeur de Conrad III qu'il accompagne personnellement au siège de Milan en 1158. Lors des expéditions impériales en Italie de 1161, 1162 et 1167, le duc Vladislav confia le commandement du contingent tchèque à son frère Děpold, duc de Jamnice, et à son fils aîné, Frédéric Ier de Bohême. En récompense de sa fidélité, il obtint à Ratisbonne le 11 janvier 1158 la Haute-Lusace en fief et la couronne royale. Une seconde cérémonie fut célébrée devant Milan le 8 septembre de la même année.
Après la révolte de Conrad II de Znojmo, Vladislav II prend progressivement le contrôle des fiefs de Moravie, de Brno à la mort du fils du prétendant Ulrich de Brno, Vratislav en 1156, et de Olomouc à la disparition d'Othon III de Moravie, malgré les prétentions de Sobeslav, fils et homonyme du prédécesseur du roi qui fut emprisonné et enfin Znojmo, à la disparition de Conrad II lui-même.
Vladislav II intervint également en Hongrie en 1163 pour le compte de l'empereur. Cette expédition qui se termina par le mariage de son second fils, Svatopluk, avec une princesse hongroise fut l'occasion d'un contact direct avec l'empereur grec Manuel Ier Comnène, qui tentait un ultime effort pour rétablir l'influence byzantine vers les états slaves et les Balkans. En 1164, on célébra même les fiançailles d'Hélène, la petite fille de Vladislav âgée de 6 ans, avec Pierre, le fils de l'empereur.
À la mort du conseiller de Vladislav II, Daniel I évêque de Prague (1148-1167), les relations entre le roi de Bohême et Barberousse commencèrent à se tendre. La fin du règne du roi fut par ailleurs troublée par un conflit lié à la politique religieuse de l'empereur et à l'élection de son fils, Vojtěch (Adalbert), à l'archevêché de Salzbourg.
Son règne est marqué par une éclosion monastique sur les terres tchèques avec l'arrivée des ordres réformés des cisterciens et des prémontrés et la fondation de nombreux monastères et l'édification d'un pont de pierre sur la Vltava à Prague, nommé Pont Juditin en l'honneur de Judith de Thuringe, sa seconde épouse.

### Succession
Désireux d'imposer son fils Frédéric à sa succession à la fonction, alors encore élective, de prince de Bohême, il abdique en sa faveur sans l'accord préalable de la diète des nobles tchèques ni de l'aval de l'empereur. Frédéric reste moins d'un an sur le trône avant de céder la place à Sobeslav II, le fils aîné de son grand-oncle Sobeslav Ier de Bohême. Le vieux roi Vladislav part en exil sur les terres de sa femme Judith en Thuringe, où il meurt en janvier 1174. Il est inhumé dans la cathédrale de Meissen.

### Unions et postérité
Vladislav II eut deux épouses :
1. En 1140, Gertrude de Babenberg, d'où :
- Frédéric Ier de Bohême,
- Svatopluk (?-1169), qui épousa une fille de Géza II de Hongrie,
- Agnès (morte le 7 juin 1228), abbesse de Saint-Georges de Prague,
- Adalbert de Bohême, archevêque de Salzbourg ;

2. En 1155, Judith de Thuringe (?-1174), fille de Louis Ier de Thuringe, Landgrave de Thuringe, d'où :
- Ottokar,
- Vladislav,
- Richeza (morte le 19 avril 1182), épouse de Henri de Babenberg, duc de Mödling.

## Sources
- Francis Dvornik, Les Slaves histoire, civilisation de l'Antiquité aux débuts de l'Époque contemporaine, Paris, éditions du Seuil, 1970, 1196 p.
- Jörg K. Hoensch et Françoise Laroche (traduction), Histoire de la Bohême, Paris, Éditions Payot, 1995 (ISBN 2228889229), p. 61-63,65.
- Pavel Bělina, Petr Čornej et Jiří Pokorný, Histoire des Pays tchèques, Paris, Éditions du Seuil, coll. « Points Histoire U 191 », 1995, 510 p. (ISBN 2020208105).
- (de) Europäische Stammtafeln, vol. 3, Francfort-sur-le-Main, Vittorio Klostermann, Gmbh, 2004 (ISBN 3465032926), Die Herzoge von Böhmem I und die Fürsten von Mähren (Die Przemysliden)  Tafel 55.
- (en) Nora Berend, Przemyslaw Urbanczyk et Przemislaw Wiszewski, Central Europa in the High Middle Ages, Bohemia-Hungary and Poland c.900-c.1300, Cambridge,, Cambridge University Press, 2013, 546 p. (ISBN 978-0-521-78695-9), p. 170,181-82,235,237,350,376.